# Basil Moreton, 6. Earl of Ducie

Wappen des Earl of Ducie

Basil Howard Moreton, 6. Earl of Ducie (* 15. November 1917; † 12. November 1991) war ein britischer Peer und Politiker.

## Leben
Moreton war der Sohn von Hon. Algernon Howard Moreton (1880–1951), dem zweiten und jüngsten Sohn von Berkeley Moreton, 4. Earl of Ducie, und dessen Ehefrau Dorothy Edith Annie Bell († 1958). Er wuchs in Australien auf und besuchte die Anglican Church Grammar School in Brisbane. Er leistete seinen Militärdienst als Staff Sergeant beim 62nd Australian Infantry Battalion sowie beim 2nd/3rd Australian Infantry Battalion. Während des Zweiten Weltkrieges nahm er an Kampfeinsätzen in Neuguinea teil.
Beim Tod seines Onkels Capel Moreton, 5. Earl of Ducie, dem älteren Bruder seines Vaters, erbte er am 17. Juni 1952 dessen britische Adelstitel als 6. Earl of Ducie, 9. Baron Ducie und 6. Baron Moreton. Dadurch wurde er auch Mitglied des britischen House of Lords, dem er bis zu seinem Tod am 12. November 1991 angehörte. 
Moreton heiratete am 15. April 1950 Alison Bates. Aus dieser Ehe gingen drei Söhne und eine Tochter hervor, darunter der älteste Sohn David Leslie Moreton, der bei seinem Tod, 1991, die Titel als 7. Earl of Ducie erbte.